# Európai Filmakadémia közönségdíja – legjobb színésznő
Az Európai Filmakadémia legjobb színésznőnek járó közönségdíja (angolul: People’s Choice Awards – Best Actress) az 1988-ban alapított Európai Filmdíjak egyike, amelyet a nézők szavazata alapján az Európai Filmakadémia (EFA) osztott ki 1997 és 2005 között az év európai filmjeiben legjobbnak ítélt színésznői alakításért. A díjátadóra felváltva került sor Berlinben, illetve egy-egy európai városban megrendezett év végi gála keretében.
2000-ig a díjazásra a közönség bármely európai alkotás női szereplőjét jelölhette, azonban a szerteágazó, elaprózott szavazatok miatt az EFA vezetése úgy döntött, hogy 2001-től az Európai Filmakadémia és az EFA Productions gGmbH közösen választja ki a jelölteket. A filmeket egy kéthónapos vetítéssorozat keretében mutatták be az egyes országokban, majd a kampány végén a legtöbb szavazatot kapott színésznőt díjazták.
2003 és 2005 között a főtámogató neve után a díj elnevezése Jameson közönségdíj – legjobb színésznő (The Jameson People’s Choice Awards – Best Actress) volt.

## Díjazottak és jelöltek
| „Díjazott” – szürkéskék háttérrel   |
| „Jelölt” – világos szürke háttérrel |

### 1990-es évek
| Év                   | Nyertesek és jelöltek | Magyar címe | Eredeti címe |
| -------------------- | --------------------- | ----------- | ------------ |
| 1997                 |                       |             |              |
| Jodie Foster         | Kapcsolat             | Contact     |              |
| 1998                 |                       |             |              |
| Kate Winslet         | Titanic               | Titanic     |              |
| 1999                 |                       |             |              |
| Catherine Zeta-Jones | Briliáns csapda       | Entrapment  |              |

### 2000-es évek
| Év                      | Nyertesek és jelöltek                      | Magyar címe                         | Eredeti címe |
| ----------------------- | ------------------------------------------ | ----------------------------------- | ------------ |
| 2000                    |                                            |                                     |              |
| Björk                   | Táncos a sötétben                          | Dancer in the Dark                  |              |
| 2001                    |                                            |                                     |              |
| Juliette Binoche        | Csokoládé                                  | Chocolat                            |              |
| Monica Bellucci         | Maléna                                     | Malèna                              |              |
| Margherita Buy          | Tudatlan tündérek                          | Le fate ignoranti                   |              |
| Penélope Cruz           | Corelli kapitány mandolinja                | Captain Corelli's Mandolin          |              |
| Isabelle Huppert        | A zongoratanárnő                           | La pianiste                         |              |
| Heike Makatsch          | A szerelem ideje                           | Gripsholm                           |              |
| Carmen Maura            | A közösség                                 | La comunidad                        |              |
| Laura Morante           | A fiú szobája                              | La stanza del figlio                |              |
| Lena Olin               | Csokoládé                                  | Chocolat                            |              |
| Franka Potente          | A harcos és a hercegnő                     | Der Krieger und die Kaiserin        |              |
| Charlotte Rampling      | Homok alatt                                | Sous le sable                       |              |
| Rosa Maria Sardà        | Anita nem adja fel                         | Anita no perd el tren               |              |
| Audrey Tautou           | Amélie csodálatos élete                    | Le fabuleux destin d'Amélie Poulain |              |
| Rachel Weisz            | Ellenség a kapuknál                        | Enemy at the Gates                  |              |
| 2002                    |                                            |                                     |              |
| Kate Winslet            | Iris – Egy csodálatos női elme             | Iris                                |              |
| Victoria Abril          | Bokszmeccs a lélekért                      | Sin noticias de Dios                |              |
| Fanny Ardant            | 8 nő                                       | 8 femmes                            |              |
| Ariane Ascaride         | –––                                        | Marie-Jo et ses 2 amours            |              |
| Judi Dench              | Iris – Egy csodálatos női elme             | Iris                                |              |
| Isabelle Huppert        | 8 nő                                       | 8 femmes                            |              |
| Helen Mirren            | Gosford Park                               | Gosford Park                        |              |
| Parminder Nagra         | Csavard be, mint Beckham                   | Bend It Like Beckham                |              |
| Maggie Smith            | Gosford Park                               | Gosford Park                        |              |
| Paprika Steen           | Oké                                        | Okay                                |              |
| Emily Watson            | Gosford Park                               | Gosford Park                        |              |
| Emmanuelle Devos        | A számat figyeld                           | Sur mes levres                      |              |
| 2003                    |                                            |                                     |              |
| Katrin Sass             | Good bye, Lenin!                           | Good Bye Lenin!                     |              |
| Antje de Boeck          | Hop                                        | Hop                                 |              |
| Penélope Cruz           | Tulipános Fanfan                           | Fanfan la Tulipe                    |              |
| Romola Garai            | Nicholas Nickleby                          | Nicholas Nickleby                   |              |
| Valeria Golino          | Grazia szigete                             | Respiro                             |              |
| Nieve de Medina         | Napfényes hétfők                           | Los lunes al sol                    |              |
| Giovanna Mezzogiorno    | A szemközti ablak                          | La finestra di fronte               |              |
| Charlotte Rampling      | Swimming Pool                              | Swimming Pool                       |              |
| Ludivine Sagnier        | Swimming Pool                              | Swimming Pool                       |              |
| Audrey Tautou           | Gyönyörű mocsokságok                       | Dirty Pretty Things                 |              |
| 2004                    |                                            |                                     |              |
| Penélope Cruz           | Ne menj el!                                | Non ti muovere                      |              |
| Fanny Ardant            | Nathalie...                                | Nathalie...                         |              |
| Emmanuelle Béart        | Nathalie...                                | Nathalie...                         |              |
| Eva Green               | Álmodozók                                  | The Dreamers                        |              |
| Isabelle Huppert        | Anyámat!                                   | Ma mère                             |              |
| Laia Marull             | Többet ne!                                 | Te doy mis ojos                     |              |
| Samantha Morton         | Code 46                                    | Code 46                             |              |
| Charlotte Rampling      | Halhatatlanok                              | Immortel (ad vitam)                 |              |
| Anne Reid               | Anya és a szerelem                         | The Mother                          |              |
| Paz Vega                | Carmen                                     | Carmen                              |              |
| 2005                    |                                            |                                     |              |
| Julia Jentsch           | Sophie Scholl – Aki szembeszállt Hitlerrel | Sophie Scholl – Die letzten Tage    |              |
| Hiam Abbass             | A szíriai menyasszony                      | The Syrian Bride                    |              |
| Mónica Cervera          | Elszabott frigy                            | Crimen ferpecto                     |              |
| Judi Dench Maggie Smith | A levendula illata                         | Ladies in Lavender                  |              |
| Agnieszka Grochowska    | Sebek                                      | Pregi                               |              |
| Emily Mortimer          | Kedves Frankie                             | Dear Frankie                        |              |
| Licia Maglietta         | Szex, szerelem, olaszok                    | Agata e la tempesta                 |              |
| Connie Nielsen          | Testvéred feleségét...                     | Brødre                              |              |
| Charlotte Rampling      | Lemming                                    | Lemming                             |              |
| Audrey Tautou           | Hosszú jegyesség                           | Un long dimanche de fiançailles     |              |